# Arcidiocesi di Saint-Boniface

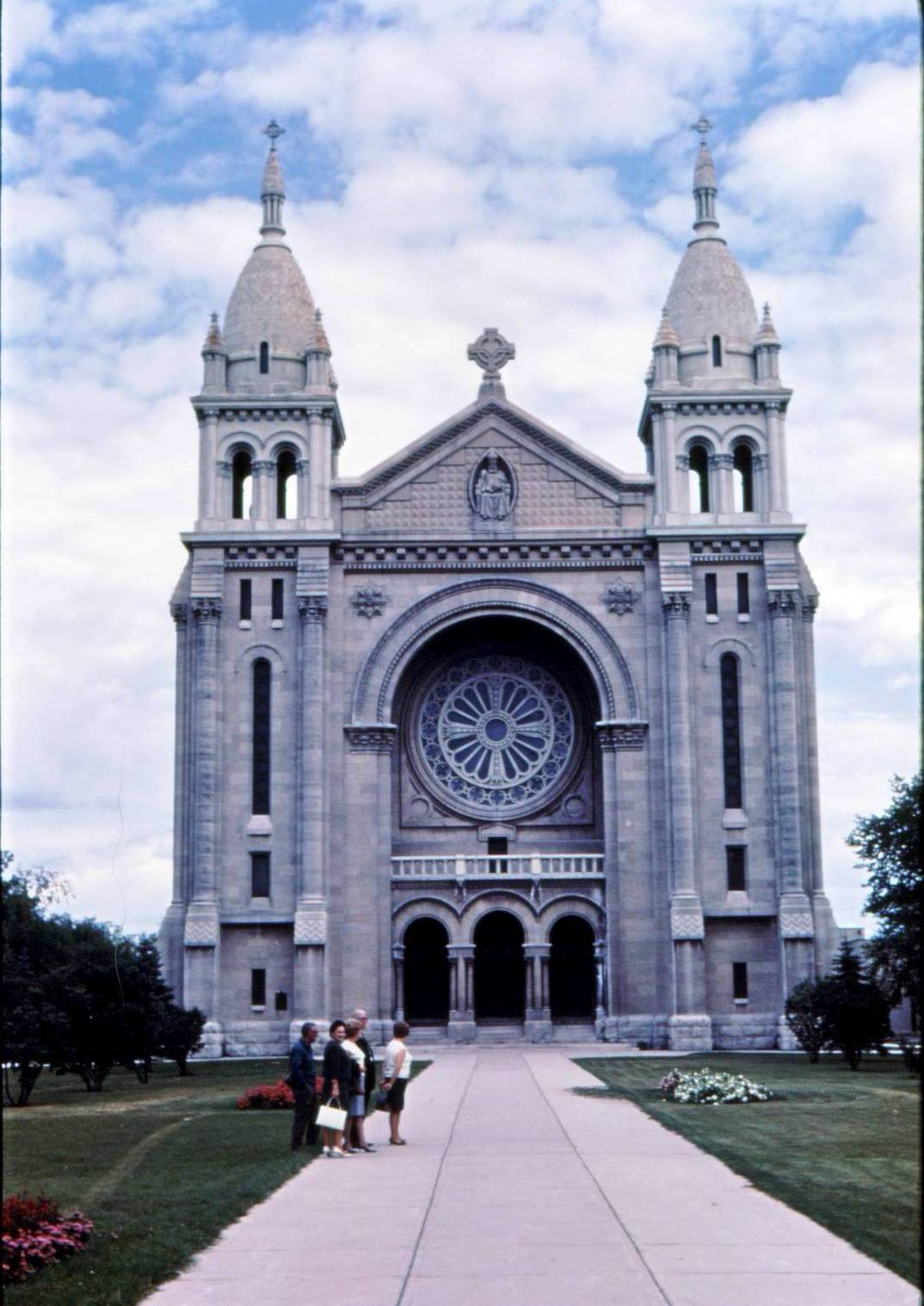
L'antica cattedrale nel 1966.

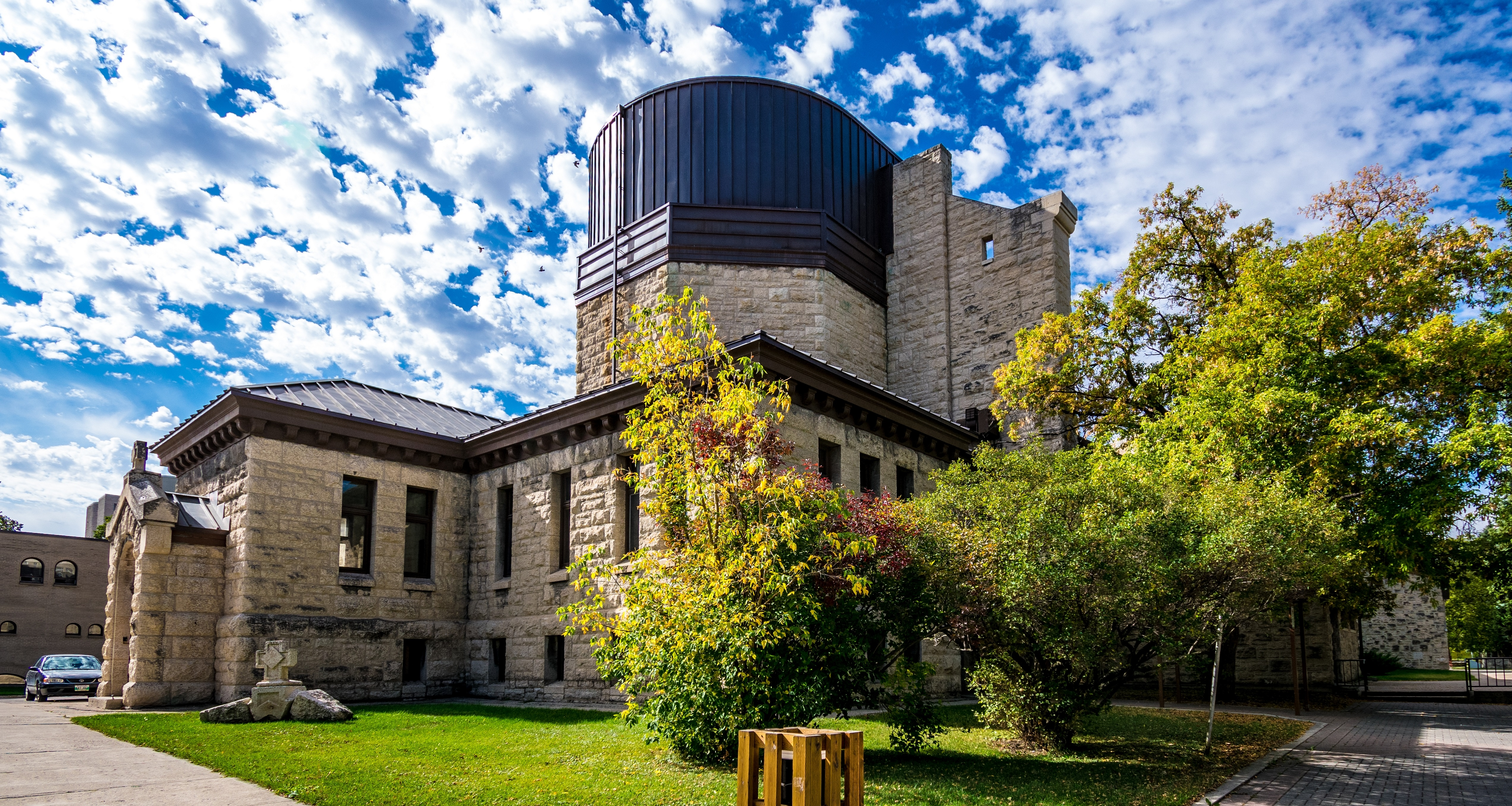
L'odierna cattedrale.

L'arcidiocesi di Saint-Boniface (in latino Archidioecesis Sancti Bonifacii) è una sede metropolitana senza suffraganee della Chiesa cattolica in Canada. Nel 2022 contava 120.000 battezzati su 492.000 abitanti. È retta dall'arcivescovo Albert LeGatt.

## Territorio
L'arcidiocesi comprende parte della provincia del Manitoba, in Canada.
La sede arcivescovile è il quartiere francofono Saint-Boniface della città di Winnipeg. Nel quartiere si trova la cattedrale di San Bonifacio (Saint-Boniface), che ha una facciata singolare. Un incendio del 1968 distrusse la cattedrale. Nel 1972 fu costruita una nuova cattedrale dietro la facciata del 1906 e poiché la vetrata del rosone centrale era stata distrutta, il restauro ha trasformato il rosone in un'originale apertura circolare.
Il territorio è suddiviso in 87 parrocchie.

## Storia
Nel 1818 il vescovo di Québec, Joseph-Octave Plessis, ricevette una petizione firmata da un gruppo di cattolici della colonia del fiume Rosso in Manitoba, perché fosse istituita una missione permanente in quelle terre. La scelta dell'arcivescovo cadde su Joseph Norbert Provencher, su un altro giovane prete, Sévère Dumoulin, e su un seminarista, William Edge; i missionari partirono il 19 maggio e arrivarono a destinazione il 16 luglio successivo. Scopo della loro missione era duplice: assistere i cattolici residenti, che erano soprattutto irlandesi e scozzesi; evangelizzare e convertire i nativi americani, nel rispetto delle loro usanze e tradizioni.
In origine la missione comprendeva, almeno in linea teorica, tutte le terre che la Hudson's Bay Company aveva concesso a Thomas Douglas nel 1811. Si trattava di un territorio immenso di 116.000 miglia quadrate, costituito dalla parte meridionale del Manitoba, e porzioni del Saskatchewan, dell'Ontario, del Dakota e del Minnesota.
Il 1º febbraio 1820 Provencher fu nominato vicario generale di Québec e vescovo ausiliare di Plessis, incaricato in modo speciale della missione del fiume Rosso.
Nel 1831 la colonia del fiume Rosso comprendeva 2.390 persone, di cui circa 262 famiglie cattoliche e 198 protestanti. Missioni cattoliche erano sviluppate lungo il corso del fiume Rosso e dell'Assiniboine, e comprendevano comunità di bianchi, di meticci e di amerindi. Nel marzo del 1843 si contavano 2.798 cattolici, di cui 571 famiglie meticce o amerinde, 152 canadesi, 110 di origini scozzesi e 22 inglesi.
Il vicariato apostolico della Baia di Hudson e della Baia di James fu eretto il 16 aprile 1844 con il breve Ex debito di papa Gregorio XVI, ricavandone il territorio dall'arcidiocesi di Québec.
Nell'estate del 1845 arrivarono in Manitoba i primi Missionari oblati di Maria Immacolata, Pierre Aubert e Alexandre Antonin Taché.
Il 4 giugno 1847 il vicariato apostolico fu elevato a diocesi, con il nome di diocesi del Nord-Ovest, in forza del breve Universi Domini gregis di papa Pio IX, suffraganea dell'arcidiocesi di Québec. Il nome, ritenuto troppo vago, fu modificato in diocesi di Saint-Boniface nel 1851.
L'8 aprile 1862 cedette una porzione del suo territorio a vantaggio dell'erezione del vicariato apostolico di Athabaska-Mackenzie (oggi arcidiocesi di Grouard-McLennan).
Il 22 settembre 1871 ha ceduto un'altra porzione di territorio a vantaggio dell'erezione della diocesi di Saint Albert (oggi arcidiocesi di Edmonton) e nel contempo è stata elevata al rango di arcidiocesi metropolitana con il breve Quod venerabilis fratres di papa Pio IX. Originariamente la provincia ecclesiastica di Saint-Boniface comprendeva la diocesi di Saint Albert e i vicariati apostolici della Columbia britannica (oggi arcidiocesi di Vancouver) e di Athabaska-Mackenzie  (oggi arcidiocesi di Grouard-McLennan); nel 1891 si aggiunse anche il vicariato apostolico del Saskatchewan (oggi diocesi di Prince Albert).
L'11 luglio 1882, il 4 marzo 1910, il 4 dicembre 1915 e il 29 aprile 1952 ha ceduto ulteriori porzioni di territorio a vantaggio dell'erezione rispettivamente del vicariato apostolico di Pontiac (oggi diocesi di Pembroke), della diocesi di Regina (oggi arcidiocesi) e del vicariato apostolico di Keewatin (oggi arcidiocesi di Keewatin-Le Pas), dell'arcidiocesi di Winnipeg e della diocesi di Fort William (oggi diocesi di Thunder Bay).
Il 4 dicembre 1915, contestualmente all'elevazione della diocesi di Regina al rango di sede metropolitana e all'erezione della sede di Winnipeg, Saint-Boniface perse tutte le sue diocesi suffraganee, mantenendo tuttavia le prerogative di arcidiocesi metropolitana. Tale rara situazione di una provincia ecclesiastica formata dalla sola arcidiocesi metropolitana fu dovuta in gran parte alla politica culturale e pastorale del vescovo Langevin (1895-1915), il cui ideale di una chiesa francofona provocò la resistenza di una parte notevole dei cattolici anglofoni che si sentirono discriminati.

## Cronotassi dei vescovi
Si omettono i periodi di sede vacante non superiori ai 2 anni o non storicamente accertati.
- Joseph Norbert Provencher † (16 aprile 1844 - 7 giugno 1853 deceduto)
- Alexandre Antonin Taché, O.M.I. † (7 giugno 1853 succeduto - 22 giugno 1894 deceduto)
- Louis Philip Adélard Langevin, O.M.I. † (8 gennaio 1895 - 15 giugno 1915 deceduto)
- Arthur Béliveau † (9 novembre 1915  - 14 settembre 1955 deceduto)
- Maurice Baudoux † (14 settembre 1955 succeduto - 7 settembre 1974 dimesso)
- Antoine Hacault † (7 settembre 1974 succeduto - 13 aprile 2000 deceduto)
- Émilius Goulet, P.S.S. (23 giugno 2001 - 3 luglio 2009 ritirato)
- Albert LeGatt, dal 3 luglio 2009

## Statistiche
L'arcidiocesi nel 2022 su una popolazione di 492.000 persone contava 120.000 battezzati, corrispondenti al 24,4% del totale.
| anno | popolazione | popolazione | popolazione | presbiteri | presbiteri | presbiteri | presbiteri                | diaconi | religiosi | religiosi | parrocchie |
| anno | battezzati  | totale      | %           | numero     | secolari   | regolari   | battezzati per presbitero | diaconi | uomini    | donne     | parrocchie |
| ---- | ----------- | ----------- | ----------- | ---------- | ---------- | ---------- | ------------------------- | ------- | --------- | --------- | ---------- |
| 1950 | 65.085      | 297.000     | 21,9        | 212        | 84         | 128        | 307                       |         | 199       | 715       | 80         |
| 1966 | 71.176      | 293.428     | 24,3        | 229        | 116        | 113        | 310                       |         | 181       | 692       | 69         |
| 1968 | 78.367      | 300.000     | 26,1        | 172        | 93         | 79         | 455                       |         | 134       | 687       | 60         |
| 1976 | 77.771      | 303.708     | 25,6        | 140        | 77         | 63         | 555                       |         | 104       | 666       | 70         |
| 1980 | 80.700      | 353.000     | 22,9        | 157        | 80         | 77         | 514                       | 4       | 116       | 605       | 72         |
| 1990 | 82.000      | 373.000     | 22,0        | 146        | 76         | 70         | 561                       | 9       | 110       | 478       | 70         |
| 1999 | 101.920     | 365.000     | 27,9        | 119        | 65         | 54         | 856                       | 13      | 64        | 402       | 77         |
| 2000 | 101.920     | 365.000     | 27,9        | 121        | 65         | 56         | 842                       | 14      | 69        | 342       | 78         |
| 2001 | 101.920     | 365.000     | 27,9        | 125        | 65         | 60         | 815                       | 13      | 73        | 329       | 78         |
| 2002 | 101.920     | 365.000     | 27,9        | 121        | 68         | 53         | 842                       | 13      | 64        | 330       | 78         |
| 2003 | 102.000     | 365.000     | 27,9        | 118        | 70         | 48         | 864                       | 12      | 61        | 329       | 76         |
| 2004 | 113.495     | 416.689     | 27,2        | 114        | 66         | 48         | 995                       | 11      | 86        | 280       | 76         |
| 2010 | 113.495     | 445.000     | 25,5        | 131        | 83         | 48         | 866                       | 20      | 60        | 230       | 77         |
| 2014 | 123.936     | 545.730     | 22,7        | 110        | 73         | 37         | 1.126                     | 23      | 45        | 221       | 89         |
| 2017 | 123.890     | 545.570     | 22,7        | 86         | 58         | 28         | 1.440                     | 18      | 40        | 170       | 86         |
| 2020 | 117.570     | 482.948     | 24,3        | 68         | 65         | 3          | 1.728                     | 23      | 21        | 154       | 86         |
| 2022 | 120.000     | 492.000     | 24,4        | 84         | 57         | 27         | 1.428                     | 18      | 33        | 127       | 87         |